# 南沈灶镇
南沈灶镇，是中华人民共和国江苏省盐城市东台市下辖的一个乡镇级行政单位。

## 简介
南沈灶镇地处东台市中心腹地，东临沿海港区35公里，西距东台市区33公里，G15沈海高速设有南沈灶出口，352省道横贯东西，四包路、头富路连通南北，三仓河、梁垛河流经全境，交通便捷。全镇总面积105平方公里，人口5.2余万，耕地面积84669亩，下辖18个村居。南沈灶历史上为传统农业镇，近几年发展工业，居民储蓄余额突破18亿元，列苏北各镇之首。2013年实现地区生产总值16.41亿元，完成公共财政预算收入4771万元。

## 行政区划
南沈灶镇下辖以下地区：
兆丰居委会、包灶居委会、港桥村、陈䥕村、才琴村、大桥村、安云村、庆丰村、金属产业工业园、李灶村、常灶村、晨光村、新丰村、东刘村、贾坝村、天鹅村、唐西村、金星村、万桥村

## 便民服务中心
公共服务	基本编码	3220CC010000
实施主体	东台市南沈灶镇人民政府	行使层级	乡镇（街道）
办公地址：南沈灶镇府前中路2号
工作时间：法定工作日
公交路线：镇村公交
联系电话：0515-69989636